# Гипускоа
Гипу́скоа (баск. и исп. Gipuzkoa, исторически исп. Guipúzcoa) — провинция на севере Испании в составе автономного сообщества Страна Басков. Административный центр — Сан-Себастьян.

## Имя страны
Принято, считать, что название Гипускоа имеет баскское происхождение. Оно впервые отмечено в 1025 году: в документе, найденном в монастыре Сан-Хуан-де-ла-Пенья в Уэске, в испанской транскрипции Ipuscoa. 

## Население
Население — 689 тыс. (20-е место; данные 2005 г.).

## Известные люди
- Хаби Алонсо, футболист, тренер.
- Иманоль Альгуасиль, футбольный тренер.
- Микель Артета, футболист, тренер.
- Хосеба Белоки, велогонщик.
- Андони Ираола, футболист, тренер.
- Юлен Лопетеги, футбольный тренер.
- Унаи Эмери, футбольный тренер.